# Sven-Gunnar Book
Sven-Gunnar Book, ursprungligen Andersson, född 28 januari 1940 i Vadstena församling i Östergötlands län, död 16 april 1988 i Färentuna församling i Stockholms län, var en svensk präst och skådespelare. Han var verksam vid Norrbottensteatern från 1967. Han var komminister i Färentuna församling i Stockholms stift.
Han var son till förmannen Sven Andersson och Arla, ogift Book. Han var 1964–1978 gift med adjunkt Veronica Lehrman (född 1942) och 1981 med artisten Irene Wälimäki (född 1957).

## Filmografi
- 1972 – Äggröra (TV-serie)
- 1973 – Det gröna kortet (TV-serie)
- 1975 – Tjocka släkten (TV-serie)
- 1982 – Profeten från Pajala (TV-serie)
- 1984 – Lykkeland (TV-serie)
- 1984 – Svenska brott (TV-serie)
- 1985 – Korset (TV-serie)
- 1989 – Tre kärlekar (TV-serie)

## Teater

### Roller (ej komplett)
| År   | Roll        | Produktion                                                          | Regi           | Teater                 |
| ---- | ----------- | ------------------------------------------------------------------- | -------------- | ---------------------- |
| 1965 |             | Karmelitersystrarna (Les Dialogues des Carmélites) Georges Bernanos | Andris Blekte  | Malmö stadsteater      |
| 1966 | Wilhelm     | Nya Wermländingarne Sandro Key-Åberg                                | Christian Lund | Stockholms stadsteater |
| 1972 |             | Herrn går på jakt (Monsieur chasse!) Georges Feydeau                | Christian Lund | Norrbottensteatern     |
| 1974 |             | Huvudsaken är att kämpa väl? Lars Molin                             | Christian Lund | Norrbottensteatern     |
| 1975 | Medverkande | Revyn Lars Molin och Bo Montelius                                   | Christian Lund | Norrbottensteatern     |
| 1976 | Sven-Gunnar | I väntan på Bardot Lars Björkman och Sigvard Olsson                 | Christian Lund | Norrbottensteatern     |
| 1976 |             | Den heliga familjen Rudolf Värnlund                                 | Christian Lund | Norrbottensteatern     |

### Fotnoter
1. ↑  Sveriges Dödbok 1901–2009, DVD-ROM, Version 5.00, Sveriges Släktforskarförbund (2010).
2. ↑  ”Sven-Gunnar Book”. Svensk Filmdatabas. http://sfi.se/sv/svensk-filmdatabas/Item/?type=PERSON&itemid=176477&ref=%2ftemplates%2fSwedishFilmSearchResult.aspx%3fid%3d1225%26epslanguage%3dsv%26searchword%3dSven-Gunnar+Book%26type%3dPerson%26match%3dBegin%26page%3d1%26prom%3dFalse. Läst 20 oktober 2012.
3. ↑  Sven-Gunnar Book Arkiverad 5 mars 2016 hämtat från the Wayback Machine. Norrbottensteatern.
4. ↑   Svenska släktkalendern. Årg. 25(1989). Stockholm: Almqvist & Wiksell International. 1989. sid. 29. Libris 3684381. ISBN 91-22-01318-0
5. ↑  Bengt Jahnsson (31 augusti 1972). ”Start i Luleå: Varm och glad fars inleder teaterhösten”. Dagens Nyheter:  s. 16. https://arkivet.dn.se/tidning/1972-08-31/11171-236/16. Läst 6 januari 2024.
6. ↑  Bengt Jahnsson (21 februari 1974). ”Molins nya i Luleå: Det blir för mycket”. Dagens Nyheter:  s. 19. https://arkivet.dn.se/tidning/1974-02-21/11171-51/19. Läst 6 januari 2024.
7. ↑  Bengt Jahnsson (21 februari 1975). ”'Revyn': Allvarlig och rolig”. Dagens Nyheter:  s. 19. https://arkivet.dn.se/tidning/1975-02-21/11171-50/19. Läst 6 januari 2024.
8. ↑  Bengt Jahnsson (24 mars 1976). ”'I väntan på Bardot' i Luelå: Norrbottensteatern träffar rätt”. Dagens Nyheter:  s. 15. https://arkivet.dn.se/tidning/1976-03-24/82/15. Läst 6 januari 2024.
9. ↑  Bengt Jahnsson (12 november 1976). ”'Den heliga familjen': Framgång i norr Inte Värnlunds enda pjäs”. Dagens Nyheter:  s. 24. https://arkivet.dn.se/tidning/1976-11-12/308/24. Läst 6 januari 2024.